# Tangerhütte
Tangerhütte er en by der ligger i den sydlige del af Landkreis Stendal i regionen Altmark i den tyske delstat Sachsen-Anhalt. Tangerhütte er administrationsby for Verwaltungsgemeinschaft Tangerhütte-Land.
Ud over byen Tangerhütte er landsbyerne Briest og Mahlpfuhl en del af kommunen. Byen ligger ved den lille flod Tanger, cirka 20 km syd for Stendal.